# Five
Five (ofte skrevet 5ive) er et boyband fra London, England, der består af Sean Conlon, Ritchie Neville og Scott Robinson. Gruppen blev dannet i 1997 af det samme hold, der stod bag Spice Girls før de startede deres karriere. Gruppen var mest kendt som en fem-mandsgruppe, der bestående af Robinson, Neville, Conlon, Abz Love og Jason "J" Brown. Five oplevede stor succes på verdensplan, og særligt i Storbritannien, samt i resten af Europa og Asian. De har solgt over 1,6 mio. eksemplarer af deres albums og 2,4 mio. eksemplarer af deres singler i Storbritannien alene. Den 27. september 2001 gik gruppen i opløsning. På dette tidspunkt havde de solgt 10 mio. albums på verdensplan.
Robinson, Love, Neville og Brown gendannede kortvarigt gruppen uden Conlon (der forlod gruppen de gik i opløsning i 2001) i september 2006 med en ny managergruppe, ledet af Richard Beck. Blot 8 måneder senere, efter at have fået en lukrativ turne, men uden at få interesse fra nogle pladeselskaber, offentliggjorde gruppen, at de ville opløse gruppen igen.
I 2012 annoncerede gruppen atter at de havde planer om en genforeningen, denne gang også med Conlon. Forsangeren Brown ville i første omgang gerne medvirke, men han ændrede senere mening og udtalte, at han ikke ønskede at være en offentlig person. Gruppen fortsatte med fire medlemmer, men valgte at bibeholde navnet "Five". Sammen med Blue, 911, Atomic Kitten, B*Witched, Honeyz og Liberty X deltog Five i ITV2's dokumentarserie The Big Reunion, hvis første afsnit blev sendt 31. januar 2013 2013. Dette blev fulgt op af en comeback-koncert den 26. februar 2013 på Hammersmith Apollo og en arenaturne med andre kunstnere i Storbritannien og Irland i maj, hvilket var deres første turne uden Brown. I november og december 2013 var Five hovednavn på deres egen turne, 5ive Greatest Hits Tour, hvilket var deres første soloturne som et kvartet. I august 2014 annoncerede Love at han ville forlade gruppen, hvilket lod Conlon, Ritchie og Robinson som en gruppe påtre.
Five opnåede stor succes med debutsinglen "If Ya Gettin' Down" og senere med et covernummer af Queens "We Will Rock You".

## Diskografi
- Five (1997)
- Invincible (1999)
- Kingsize(Hidden tracks – track 25 & 26) (2001)
- Greatest Hits (2001)

## Turneer
| Hovednavn - 5ive in Tour (1998–1999) - Invincible Tour (2000–01) - 5ive Greatest Hits Tour (2013) - Loud and Intimate Tour (2015) - Live in Concert (2016–) | Med andre - The Big Reunion (forskellige kunstnere) (2013) - Christmas Party Tour (forskellige kunstnere) (2013) - The Big Reunion: Boy Band Tour (forskellige kunstnere) (2014) 1. 2. 3. |

| Musikgruppe | Spire Denne artikel om en britisk musikgruppe er en spire som bør udbygges. Du er velkommen til at hjælpe Wikipedia ved at udvide den. |